# عرب إيطاليا
عرب إيطاليا (بالإيطالية:Gli arabi in Italia) هم المغتربين في إيطاليا التي ترجع أصولهم إلى الدول العربية. ويشكّل كل المغتربون المصريين، المغاربة، والتونسيين، واللبنانيون، السوريين، الليبيون، الفلسطينيون، العراقيون الجزء الأكبر من المغتربون العرب في إيطاليا.

## مشاهير
- أمير عيسى: مغني راب
- إيل جبل (203-222)
- جبر علوان (1948) فنان ورسام.
- جوليا دومنا (170-217) زوجة إمبراطور الروماني سيبتيموس سيفيروس.
- زنوبيا (240-275) - ملكة سوريا.
- ستيفان الشعراوي (1992) لاعب كرة قدم.
- علي غالب محمود همت (1938) رجل أعمال.
- فيليب العربي (204-249) إمبراطور روماني.
- مجدي علام (1952) صحفي وسياسي.